# جامعه دموکراتیک و آزاد شرق کردستان
جامعه دموکراتیک و آزاد شرق کردستان یا کودار (به کُردی: کۆمه‌ڵگای دیموکراتیک و ئازادی رۆژهه‌ڵاتی کوردستان، کۆدار یا Komalgeyê Demokratîk û Azadê Rojhilatê Kûrdistanê, Kodar) یک نظام اجتماعی، سیاسی، فرهنگی و اقتصادی است که برای سازمان دادن جامعۀ کردستان ایران در قالبی غیردولتی و بر اساس نظام ارزشی و تئوریک کنفدرالیسم دموکراتیک تأسیس شده‌است. بنیانگذار جامعۀ دموکراتیک و آزاد شرق کردستان (کودار)، حزب زندگی آزاد کردستان (پژاک) بوده که در سال ۱۳۹۳ آن را بر اساس آرا و عقاید عبدالله اوجالان تأسیس کرده‌است.
کودار خود را نه یک حزب یا سازمان،‌ بلکه «یک سیستم دمکراتیک غیردولتی» می‌داند که از «همۀ اقشار و طبقات مختلف اجتماعی به‌خصوص زنان و جوانان» و «بر اساس میهن آزاد و یکسان، و مجالس شهروندان آزاد و برابر» تشکیل می شود و با بهره‌گیری از «نیروی ذاتی تنوعات جامعه» به فعالیت «در عرصه های اجتماعی، فرهنگی، اقتصادی، علمی، هنری، سیاسی، دفاع، دیپلماسی و حقوقی» می‌پردازد.
به گفتۀ فرهاد عبدالله‌زادگان عضو رهبری حزب حیات آزاد کردستان، کودار بُعد عملی ایدۀ کنفدرالیسم دموکراتیک و تحقق‌بخشی به جامعۀ مبتنی بر سیاست دموکراتیک را نمایندگی می‌کند و این با ساختار و عمل حزبی که آموزش و تکوین کادر از طریق قالب، جهت‌گیری، استراتژی، تاکتیک و ایدئولوژی حزبی مشخص را دنبال می‌کند کاملاً متفاوت است. کودار به عنوان مدلی از یک نظام سیاسی-اجتماعیِ کنفدرال‌ـدموکراتیک می‌تواند احزاب و نهادهای سیاسی، اجتماعی و مدنی متعددی را با ایدئولوژی و ساختار و قالب متفاوت در زیر یک سقف گرد آورد. به گفتۀ عبدالله‌زادگان نظام کنفدرال دموکراتیک کودار آلترناتیوی برای الگوی قدرت‌گرایی حزبی و هدف قرار دادن سلطۀ‌ حزبی بر جامعه محسوب می‌شود و حزب حیات آزاد کردستان با تأسیس این نظام که احزاب سیاسی تنها به عنوان جزئی از آن امکان فعالیت دارند، زمینه را برای ایجاد جامعه‌ای دموکراتیک مهیا ساخته‌است. نظام کنفدرالیسم کودار همچنین با جبهه و فعالیت جبهه‌ای نیز متفاوت است. جبهۀ سیاسی چندین حزب سیاسی یا تشکل مدنی را با هدف به دست آوردن قدرت دولتی با یکدیگر متحد می‌کند،‌ اما نظام کنفدرال نه تنها به فعالیت حزبی محدود نیست، بلکه احزاب را در خدمت یک نظام اجتماعی دموکراتیک، متکثر و فراگیر قرار می‌دهد که ابعاد آن تنها به سیاست محدود نمی‌شود و به دنبال تسخیر قدرت دولتی نیز نیست. به گفتۀ امیر کریمی عضو شورای رهبری کودار نیز کودار نه یک حزب یا جبهه، بلکه «یک نظام دموکراتیک اجتماعی» است که نه «خودِ پژاک» بلکه «منتج از بستری است که مبارزات پژاک در جامعه کردستان ایجاد کرده است.» به باور او تأسیس جامعۀ دموکراتیک امری مربوط به فردای پیروزی دموکراتیک نیست، بلکه امری است که می‌باید در روند مبارزه متحقق شود و به آرامی تکامل بیابد. به باور او کودار بر پایۀ فعالیت‌های قبلی نیروهای کنفدرالیست دموکراتیک به وجود آمده و همچون بستری برای فعالیت این نیروها در آینده نیز رشد خواهد یافت.
همتای این سیستم در رابطه با زنان جامعه زنان آزاد شرق کوردستان (کژار) است که از آن به عنوان به عنوان شاخۀ زنان جامعۀ دموکراتیک و آزاد شرق کردستان (کودار) یاد می‌شود.

## تاریخچه
کنگرۀ مؤسس «جامعه دموکراتیک و آزاد شرق» (کودار) همزمان با برگزاری کنگرۀ چهارم حزب حیات آزاد کردستان، در روز ۱۵ اردیبهشت ۱۳۹۳ در قندیل برگزار شد و طی آن سیستم کودار اعلام موجودیت کرد. در این کنگره همچنین شورای رهبری متشکل از ۱۹ نفر (۱۰ نفر زن و ۹ نفر مرد) انتخاب شدند و همچنین زیلان تانیا و ریزان جاوید به عنوان ریاست مشترک برگزیده شدند. در کنگرۀ مؤسس بیانیۀ‌ اعلام موجودیت کودار منتشر و قرائت شد که در آن به شرح نظام کودار و اهداف آن پرداخته شده‌است.

کودار در ۱ اردیبهشت ۱۳۹۶ برنامه‌ای را تحت عنوان «نقشۀ راه کودار برای برساخت دموکراسی در ایران و حل مسئله کُرد» منتشر کرد و خواهان حل دموکراتیک مسئلۀ کُرد و تغییرات اساسی به منظور تأسیس نظامی دموکراتیک در ایران شد.
کودار همچنین در ٢١ تیرماه ١٣٩٧ به صورت مشترک با حزب حیات آزاد کردستان (پژاک) برنامۀ‌ مشترکی را با عنوان «پروژۀ ‌کودار و پژاک جهت اقدام برای دموكراتيزه‌كردن ايران» منتشر کرد.
کودار در ۱۱ شهریور ۱۳۹۶ متنی را تحت عنوان «قرارداد اجتماعی کودار» منتشر کرد که در کنگرۀ دوم این سیستم به تصویب رسیده‌بود و خطوط کلی، ساختار و اهداف کودار را نشان می‌دهد. این متن در کنگرۀ سوم کودار بازنگری قرار گرفت و نسخۀ تازه‌ای از آن در ۲۸ آذر ۱۳۹۹ انتشار یافت.

## بنیان‌های کودار
جامعه دموکراتیک و آزاد شرق (کودار) در بیانیۀ اعلام موجودیت خود از ۱۱ اصل به عنوان بنیان‌های نظام کنفدرالیسم دموکراتیک یاد کرده که بنیان‌های نظام سیاسی،‌اجتماعی، فرهنگی و اقتصادی کودار به شمار می‌آیند. در «قرارداد اجتماعی کودار»‌ مصوب کنگرۀ سوم ذیل مادۀ پنچم فصل اول نیز «مبانی و اصول نظام کودار»‌ در ۱۴ بند ذکر شده‌است. خلاصه‌ای از بنیان‌های کودار بر اساس بیانیۀ اعلام موجودیت آن به شرح زیر است:
1. مدل کنفدرالیسم دموکراتیک آزادی و ارادۀ همۀ تنوعات جامعه را شامل می‌شود و از این‌رو در برابر نظام دولت-ملت و حاکمیت ملی‌گرایانه قرار دارد که در خدمت سرمایه‌داری و تصاحب سود است و از طریق یکسان‌سازی مانع دموکراسی و آزادی جامعه شده‌است.
2. کنفدرالیسم دموکراتیک در برابر فردگرایی لیبرالیسم، به دنبال برقراری توازن بین فرد و جامعه است.
3. در مدل کنفدرالیسم دموکراتیک تصمیم‌گیری از طریق دموکراسی مستقیم و با مشارکت تمام تنوعات جامعه انجام می‌شود. اجرای تصمیمات بر عهدۀ افراد منتخبی است که از طریق انتخابات آزاد انتخاب می‌شوند.
4. تصمیم‌گیری‌ها در انجمن‌های مردمی روستا، منطقه، بخش و محله انجام می‌شود. این تصمیمات توسط انجمن خلق که رهبری آن تمامی تنوعات جامعه را دربرمی‌گیرد اجرایی می‌شود.
5. کودار نظامی غیردولتی است که از تنوعات مختلف جامعه تشکیل شده و نیروی خود را هم از نیروی ذاتی تنوعات جامعه می‌گیرد.
6. سیستم کنفدرالیسم نه دولت را رد می‌کند و نه خواهان الحاق به آن است، بلکه بر اساس فرمول «دولت+دموکراسی» خواهان مشروعیت‌بخشی دوجانبه بین حکومت مرکزی و سیستم خودمدیریتی جامعه است.
7. شرط حداقلی قرار گرفتن نظام کودار و حکومت مرکزی در زیر یک سقف، پذیرفتن خودمدیریتی دموکراتیک در حدود مرزهای کنونی ایران است که آن هم مستلزم تدوین یک قانون اساسی دموکراتیک است. اما در غیر این صورت نظام کنفدرالیسم دموکراتیک به صورت یک‌جانبه در راستای اعلام خودمدیریتی گام برمی‌دارد.
8. آزادی زن یکی از ارکان نظام کنفدرالیسم دموکراتیک است که آزادی کل جامعه، سیاست دموکراتیک، صلح و دفاع از محیط زیست بدان وابسته است. زنان در نظام کودار به صورت خودمختار و ویژه سازمان می‌یابند.
9. جوانان نیروی دموکراسی و آزادی و پیشاهنگ نظام کنفدرالیسم دموکراتیک هستند. جوانان نیز در نظام کودار به صورت خودمختار و ویژه سازمان می‌یابند.
10. در نظام کنفدرالیسم دموکراتیک سازگاری اقتصاد و فرهنگ با محیط زیست اهمیتی اساسی دارد و این در تقابل با مدرنیتۀ‌ سرمایه‌داری قرار دارد که محیط زیست را قربانی سودپرستی کرده‌است.
11. نظام کنفدرالیسم دموکراتیک با ارتش‌سالاری مخالف است، اما اصل دفاع ذاتی محترم است و هر واحد اجتماعی حق دارد در برابر تهاجم خارجی و سلطه‌جویی داخلی از خود دفاع کند و بدین منظور نیروی دفاعی خود را تحت نظارت ارگان‌های دموکراتیک تشکیل بدهد.[۳]

## کنگره‌ها و کنفرانس‌ها
- کنگرۀ اول (کنگرۀ مؤسس)، ۱۵ اردیبهشت ۱۳۹۳[۱۱]
- کنگرۀ دوم، ۲ تا ۴ آبان ۱۳۹۵[۱۲]
- کنگرۀ سوم، ۱۸ تا ۲۰ اردیبهشت ۱۳۹۹، با شعار «با روحیۀ انقلابی خلق‌ها، جامعه را سازماندهی نموده و کوردستان را آزاد نماییم»[۱۳]

## رهبری و ریاست
جامعه دموکراتیک و آزاد شرق کردستان (کودار) توسط یک شورای رهبری متشکل از ۱۹ نفر (۱۰ نفر زن و ۹ نفر مرد) رهبری می‌شود. ریاست این شورا نیز در هر دوره بر عهدۀ‌ دو نفر قرار می‌گیرد که یکی نفر باید مرد و دیگری باید زن باشد. افراد زیر در دوره‌های مختلف تاکنون به عنوان رؤسای مشترک کودار انتخاب شده‌اند: 
- زیلان تانیا و ریزان جاوید، از ۱۵ اردیبهشت ۱۳۹۳ تا ۴ آبان ۱۳۹۵
- زیلان تانیا و فواد بریتان، از ۴ آبان ۱۳۹۵ تا ۲۰ اردیبهشت ۱۳۹۹[۱۲]
- گلان فهیم و فواد بریتان، از ۲۰ اردیبهشت ۱۳۹۹[۱۳]

## مواضع
- جامعۀ دموکراتیک و آزاد شرق کردستان در ۳۰ بهمن ۱۴۰۱ با انتشار بیانیه‌ای از دو منشور مطالبات حداقلی تشکل‌های مستقل صنفی و مدنی ایران و «منشور فراگیر حقوقی دانشگاهیان برای انقلاب ژن، ژیان، ئازادی» حمایت کرد و آن را همچون کارزاری مدنی از داخل ایران، همچون قطبی مخالف برای جریان وکالتی خارج‌نشین و قوۀ‌ محرکۀ ارزشمندی برای انقلاب زن، زندگی، آزادی جهت جلوگیری از مصادرۀ آن توسط برخی جریان‌های درکمین‌نشسته ارزیابی کرد. جامعۀ دموکراتیک و آزاد شرق کردستان این دو منشور را گامی جدی و سازنده در جهت انقلاب از پایین و توسط بدنۀ‌ جامعه دانسته که علیرغم برخی کاستی‌هایش می‌تواند به دستاوردی دموکراتیک برای دوران انقلاب تبدیل شود.[۱۴]